# فيل سوتو
فيل سوتو (بالإنجليزية: Phil Soto)‏ هو سياسي أمريكي، ولد في 3 مارس 1926 في الولايات المتحدة، وتوفي في 4 نوفمبر 1997. انتخب عضو جمعية ولاية كاليفورنيا.